# Вулиця Скарбова (Київ)
Скарбова ву́лиця  — вулиця у Святошинському районі міста Києва, селище Жовтневе. Пролягає від вулиці Мельниченка до вулиці Академіка Біляшівського.
Прилучається вулиця Петра Дорошенка.

## Історія
Вулиця виникла в 50-ті роки XX століття, мала назву вулиця Маяковського, на честь російського поета Володимира Маяковського), з липня 1965 року — вулиця Івана Неходи, на честь українського поета Івана Неходи. З листопада 1965 року — вулиця Сергія Єсеніна, на честь російського поета Сергія Єсеніна. Сучасна назва на честь місцевості Скарбовий ліс — з 2024 року.